# Покровское муниципальное образование
Покровское муниципальное образование — сельское поселение в Зиминском районе Иркутской области Российской Федерации.
Административный центр — село Покровка.

## История
Статус и границы сельского поселения установлены Законом Иркутской области от 16 декабря 2004 года № 102-оз «О статусе и границах муниципальных образований Зиминского района Иркутской области».

## Население
| 2010 | 2011 | 2012 | 2013 | 2014 | 2015 | 2016 |
| ---- | ---- | ---- | ---- | ---- | ---- | ---- |
| 736  | ↘735 | ↗737 | ↗753 | ↗754 | ↘742 | ↘725 |
| 2017 |      |      |      |      |      |      |
| ↘695 |      |      |      |      |      |      |

По результатам Всероссийской переписи населения 2010 года
численность населения муниципального образования составила 736 человек, в том числе 358 мужчин и 378 женщин.

## Состав сельского поселения
| № | Населённый пункт | Тип населённого пункта       | Население |
| - | ---------------- | ---------------------------- | --------- |
| 1 | Нагишкина        | деревня                      | →72       |
| 2 | Ока-2            | блокпост                     | ↘45       |
| 3 | Покровка         | село, административный центр | ↗620      |

Исчезнувшие деревни и заимки
- Хулгунуйская
- Шишлянникова
- Валентинова (заимка Валентина Маркова)
- Зыряева (Зырянова)
- Боброва
- Янчина
- Лохманова (включена в деревню Нагишкина)
- Заграбина
- Гаринина
- Пыжьянова
- Пьянкова
- Потапова
- Семикова
- Егунова
- Рубцова
- Безносова
- Кучергина
- Мареева
- Шабанова
- Маслова
- Грязная Выемка